# 真如寺 (上海)
31°15′05″N 121°23′48″E / 31.25139°N 121.39667°E
真如寺是一座位于上海市普陀区真如镇街道的佛教寺庙，始建于南宋，现为上海四大佛寺之一。其元代大殿被列为第四批全国重点文物保护单位。上海四大佛寺之一。

## 历史
南宋嘉定年间，和尚永安建真如院于官场。元延祐七年（1320年）重建并改称真如寺。寺名取自佛经《成唯识论》中“真实”“如常”之义（“真，谓真实，显非虚妄；如，谓如常，表无变易。谓此真如，于一切位，常如其性，故曰真如。”）。

## 大殿
真如寺大殿面阔、进深均为三间，平面呈正方形，单檐歇山顶，梁架结构为四椽栿对后乳栿用四柱。斗栱为四铺作单昂，出耍头。补间铺作当心间置四朵，次间各用二朵。1979年大修时发现殿内额底部写有“旹大元歲次庚申延祐七年癸未季夏月己巳二十乙日巽時鼎建”字样，即延祐七年六月二十一日，對應儒略曆1320年7月27日，外推格里曆1320年8月4日，因此确定大殿为元代建筑。

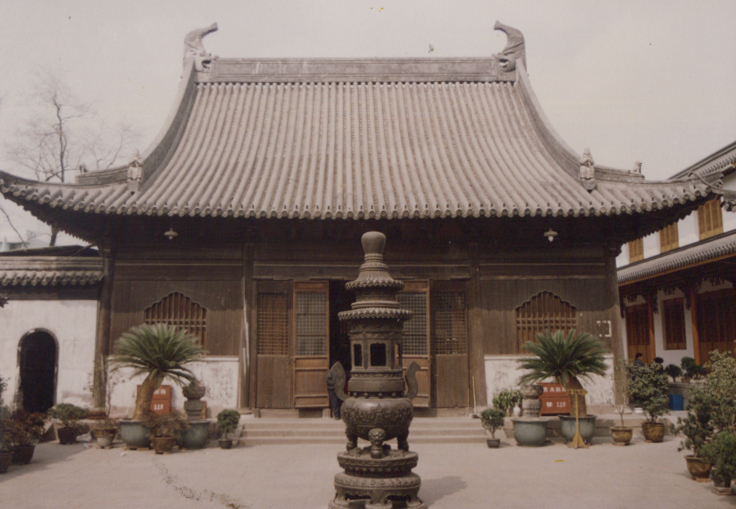
1996年之元代正殿正面
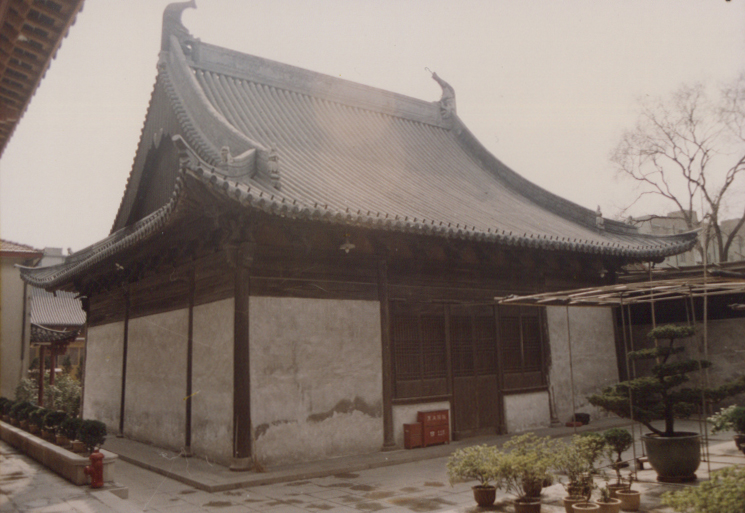
1996年之元代正殿背面
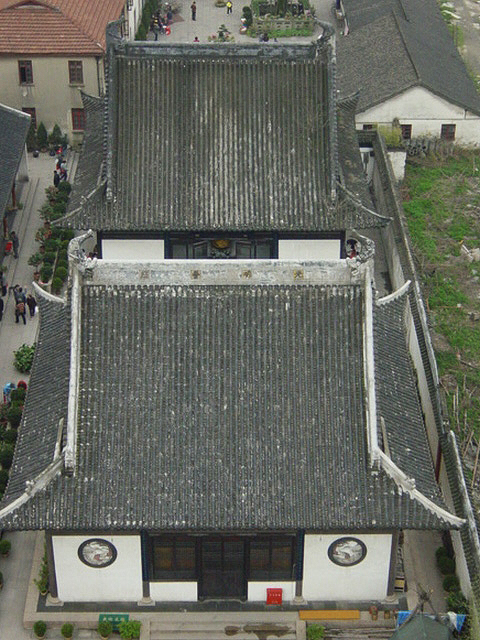
前方为现代重建之后殿，后为元代正殿
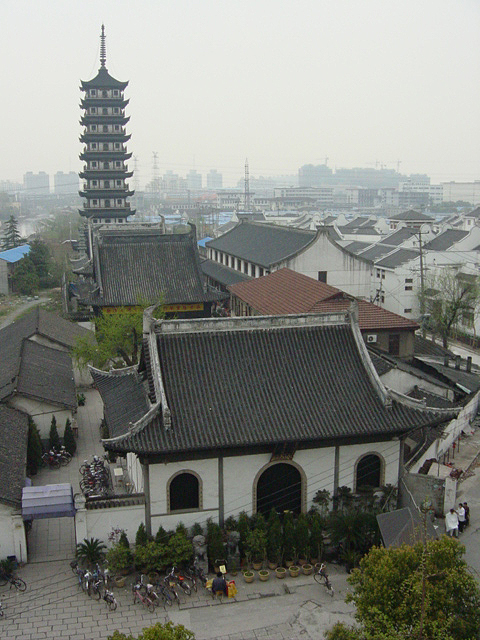
2003年真如寺全境